# Malas noticias
Malas noticias es el quinto álbum de estudio de la banda española Los Suaves publicado el 29 de marzo de 1993. Es el primer disco que la banda graba con una multinacional.

## Temas
1. Malas noticias - 7:53
2. Corazón de rock and roll - 4:05
3. Por una vez en la vida - 4:26
4. Como cada noche - 8:20
5. Si te atreves a nacer - 6:41
6. Ella arruinó mi vida - 4:04
7. El último metro - 4:50
8. Dile siempre que no estoy - 8:05